# Canada-USA Free Trade Agreement
Il trattato di libero scambio (Free Trade Agreement - FTA in inglese) è un accordo commerciale firmato da Canada e Stati Uniti d'America il 2 gennaio 1988. L'accordo, concluso nell'ottobre 1987, prevedeva la rimozione di molte restrizioni commerciali in passi successi durante un periodo di dieci anni, e ha portato ad una grande crescita nel commercio transfrontaliero. Alcuni anni dopo è stato sostituito dal trattato di libero scambio del nord America (in inglese, North American Free Trade Agreement - NAFTA), che include anche il Messico.
Come dettato dall'accordo, gli scopi principali del Canadian-United States Free Trade Agreement, sono i seguenti:
- eliminare le barriere al commercio in beni e servizi tra Canada e Stati Uniti;
- facilitare le condizioni di corretta competizione tra le aree di libero commercio stabilite dal trattato;
- liberalizzare significativamente le condizioni per gli investimenti tra quelle aree di libero commercio;
- stabilire procedure efficaci per le l'amministrazione congiunta del trattato e la risoluzione delle dispute;
- gettare le fondamenta per successivi accordi bilaterali e multilaterali per espandere e rafforzare i benefici del trattato.

## Storia
Il libero commercio con gli Stati Uniti è stata per lungo tempo una questione controversa in Canada. Storicamente, i canadesi che reclamavano più strette relazioni con gli Stati Uniti, in particolare più stretti legami commerciali, erano dipinti dai critici come fautori di una annessione politica da parte degli americani. Sotto il primo ministro canadese, John A. Macdonald, la politica nazionale protezionistica divenne una pietra angolare della nuova nazione canadese.
Fin dal 1855, il trattato di reciprocità limitava il libero commercio tra le colonie britanniche del Nord America e gli Stati Uniti. Nel 1866 il Congresso degli Stati Uniti votò la cancellazione del trattato.
Il Partito Liberarale Canadese ha tradizionalmente supportato il libero scambio. Nelle elezioni fedelrali canadesi del 1911, il libero scambio di materie prime divenne una questione centrale. Il partito conservatore fece una campagna elettorale usando una infuocata retorica anti-americana e i Liberali persero le elezioni. Altre dispute politiche sul libero scambio furono messe da parte per molti decenni.
Dal 1935 al 1980, numerosi trattati commerciali bilaterali ridussero grandemente le tariffe doganali in entrambe le nazioni. Il più significativo di questi trattati fu il trattato commerciale sui prodotti automotive (conosciuto anche come Auto PAct), degli anni sessanta.

## Negoziati
Dai primi anni ottanta Canada e Stati Uniti si mostrarono molto interessati ad un accordo, che decollò velocemente. Brian Mulroney del Partito Conservatore Progressista, fu eletto alla carica nelle elezioni federali del 1984. Il libero scambio non era una questione importante, ma Mulroney e il partito annunciarono entrambi alla loro opposizione ad una tale mossa. Nel 1985, una Commissione Reale (negli Stati del Commonwealth una sorta di commissione parlamentare) sull'economia, pubblicò un rapporto destinato al parlamento che raccomandava l'adozione del libero scambio con gli Stati Uniti. La commissione era presieduta dal precedente Ministro liberale delle finanze Donald S. Macdonald, ed era stata commissionata dal governo liberale di Pierre Trudeau. Ciononostante Mulroney accolse i risultati del rapporto. Il Presidente degli Stati Uniti Ronald Reagan diede il benvenuto alla iniziativa canadese e il congresso degli Stati Uniti delegò al Presidente la firma di un trattato di libero scambio con il Canada, con la condizione che fosse presentato al Congresso per una analisi entro il 5 ottobre 1987. Nel maggio del 1986, i negoziatori canadesi e americani iniziarono a lavorare su un accordo sul commercio. Il team canadese era guidato dal precedente Ministro delle finanze Simon Reisman e la parte americana da Peter O. Murphy, passato responsabile della rappresentativa commerciale a Ginevra.
Il trattato che alla fine i due paesi raggiungesero liberalizzò grandemente il commercio tra loro, rimuovendo molte delle rimanenti tariffe doganali. In ogni caso l'FTA non fu fondamentale nell'ambito delle tariffe doganali. Le tariffe doganali medie sui beni che passavano i confini erano bel al di sotto dell'1% negli anni ottanta. Al contrario il Canada desiderava eliminare gli ostacoli all'accesso all'economia americana. Gli americani, a loro volta, desideravano avere accesso alle industrie energetiche e culturali canadesi.
Durante le trattative il Canada ottenne il diritto di proteggere le sue industrie culturali e settori come l'educazione e la sanità. Allo stesso modo, alcune risorse come quelle idriche furono lasciate fuori dall'accordo. I canadesi non ottennero la libera competizione per i contratti di fornitura al governo americano.

## Effetti
L'esatta portata dell'accordo è difficile da misurare. Dopo che l'accordo divenne effettivo, il commercio tra Canada e Stati Uniti iniziò a crescere rapidamente. Mentre durante tutto il ventesimo secolo, le esportazioni ragionevolmente contavano per il 25% del PIL canadese, dal 1990 le esportazioni sono state circa il 40% del PIL. Dopo il 2000 raggiunsero quasi il 50%. Parte di questa crescita può essere attribuita al netto calo di valore del dollaro canadese durante questo periodo, e forse ad un generale e globale percorso di crescita del commercio internazionale. Nel 2007 il dollaro canadese crebbe sul dollaro statunitense, il che potrebbe significare che i benefici che il Canada ha ottenuto non sono svaniti dal calo nel valore internazionale del dollaro statunitense.
Il trattato ha fallito nel liberalizzare il commercio in alcuni settori, in particolare il legname di conifere, dove i canadesi lamentarono ripetute violazioni dell'accordo al fine di imporre politiche protezionistiche.
La paura che il trattato potesse minare la sovranità del Canada non si è mostrata vera, e l'industria culturale canadese è ancora in salute.
Anche se l'accordo ad oggi rimane ancora controverso, non è più tra le priorità politiche canadesi. L'NDP rimane contrario al libero scambio; comunque, quando i liberali sotto Jean Chrétien ottennero il governo nelle elezioni federali del 1993 promettendo di rinegoziare parti chiave del trattato, continuarono l'accordo con solo minime modifiche e firmarono l'accordo di libero scambio in Nord America (in inglese North American Free Trade Agreement, NAFTA) per espandere l'area di libero scambio al Messico.